# 佩德罗·阿马特
佩德罗·阿马特（西班牙語：Pedro Amat，1940年7月13日—），西班牙男子曲棍球运动员。他曾代表西班牙参加1960年、1964年和1968年夏季奥林匹克运动会曲棍球比赛，其中1960年奥运会获得一枚铜牌。

## 家庭
弟弟海梅·阿马特、弗朗西斯科·阿马特、胡安·阿马特。
侄子豪梅·阿马特、波尔·阿马特。